# Trirhithrum brachypterum
Trirhithrum brachypterum är en tvåvingeart som beskrevs av Munro 1934. Trirhithrum brachypterum ingår i släktet Trirhithrum och familjen borrflugor.
Artens utbredningsområde är Uganda. Inga underarter finns listade i Catalogue of Life.